# Conny Jepsen
Conny Jepsen (* 8. Januar 1921 in Vejle; † 3. Februar 1989 in Lidingö) war ein dänisch-schwedischer Badmintonspieler.

## Karriere
Conny Jepsen gewann 1939 und 1941 die dänischen nationalen Meisterschaften. Während des Zweiten Weltkrieges ging er in den Untergrund und emigrierte nach England und Schweden und kämpfte gegen die deutsche Besatzungsmacht in Dänemark. Nach dem Krieg behielt er Schweden als Lebensmittelpunkt und wird deshalb in Siegerlisten oft auch als für dieses Land startend geführt. 1945 gewann er die Denmark Open und 1947 die prestigeträchtigen All England. Zum Zeitpunkt seines Sieges in London startete er für einen schwedischen Verein, so dass dieser Erfolg meistens Schweden zugesprochen wird.

## Sportliche Erfolge
| Saison    | Veranstaltung                   | Disziplin    | Platz | Name                         |
| --------- | ------------------------------- | ------------ | ----- | ---------------------------- |
| 1938/1939 | Dänemark: Einzelmeisterschaften | Herreneinzel | 1     | Conny Jepsen, Skovshoved IF  |
| 1940/1941 | Dänemark: Einzelmeisterschaften | Herreneinzel | 1     | Conny Jepsen, Skovshoved IF  |
| 1945      | Denmark Open                    | Herreneinzel | 1     | Conny Jepsen                 |
| 1947      | All England                     | Herreneinzel | 1     | Conny Jepsen                 |
| 1948      | All England                     | Mixed        | 2     | Conny Jepsen / Aase Svendsen |
| 1948      | All England                     | Herrendoppel | 2     | Conny Jepsen / Nils Jonson   |